# Saint-Pierre-Canivet
Saint-Pierre-Canivet ist eine französische Gemeinde mit 461 Einwohnern (Stand: 1. Januar 2022) im Département Calvados in der Normandie. Sie gehört zum Arrondissement Caen und zum Kanton Falaise. Die Einwohner werden Canivetois genannt.

## Geografie
Saint-Pierre-Canivet liegt etwa 30 Kilometer südsüdöstlich von Caen. Umgeben wird Saint-Pierre-Canivet von den Nachbargemeinden Soulangy im Norden, Épaney im Nordosten, Versainville im Osten, Aubigny im Osten und Südosten, Noron-l’Abbaye im Süden sowie Villers-Canivet im Westen und Nordwesten.

## Bevölkerungsentwicklung
| Jahr                       | 1962 | 1968 | 1975 | 1982 | 1990 | 1999 | 2006 | 2010 | 2015 | 2019 | 2022 |
| Einwohner                  | 303  | 334  | 281  | 338  | 381  | 342  | 361  | 377  | 406  | 439  | 461  |
| Quellen: Cassini und INSEE |      |      |      |      |      |      |      |      |      |      |      |

## Sehenswürdigkeiten
- Kirche Saint-Pierre aus dem 18. Jahrhundert
- Schloss La Tour, 1769 erbaut, seit 1967 Monument historique

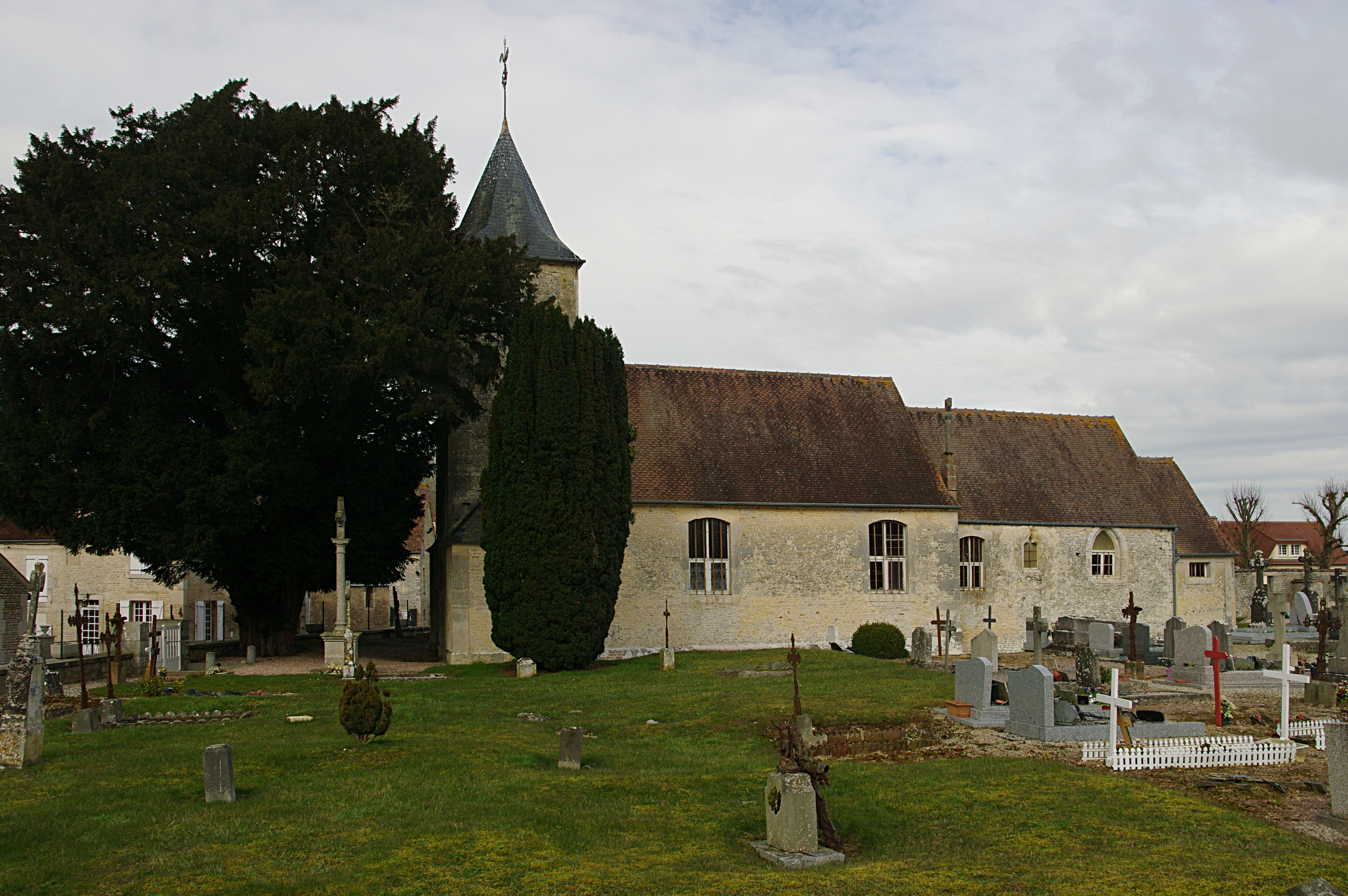
Kirche Saint-Pierre
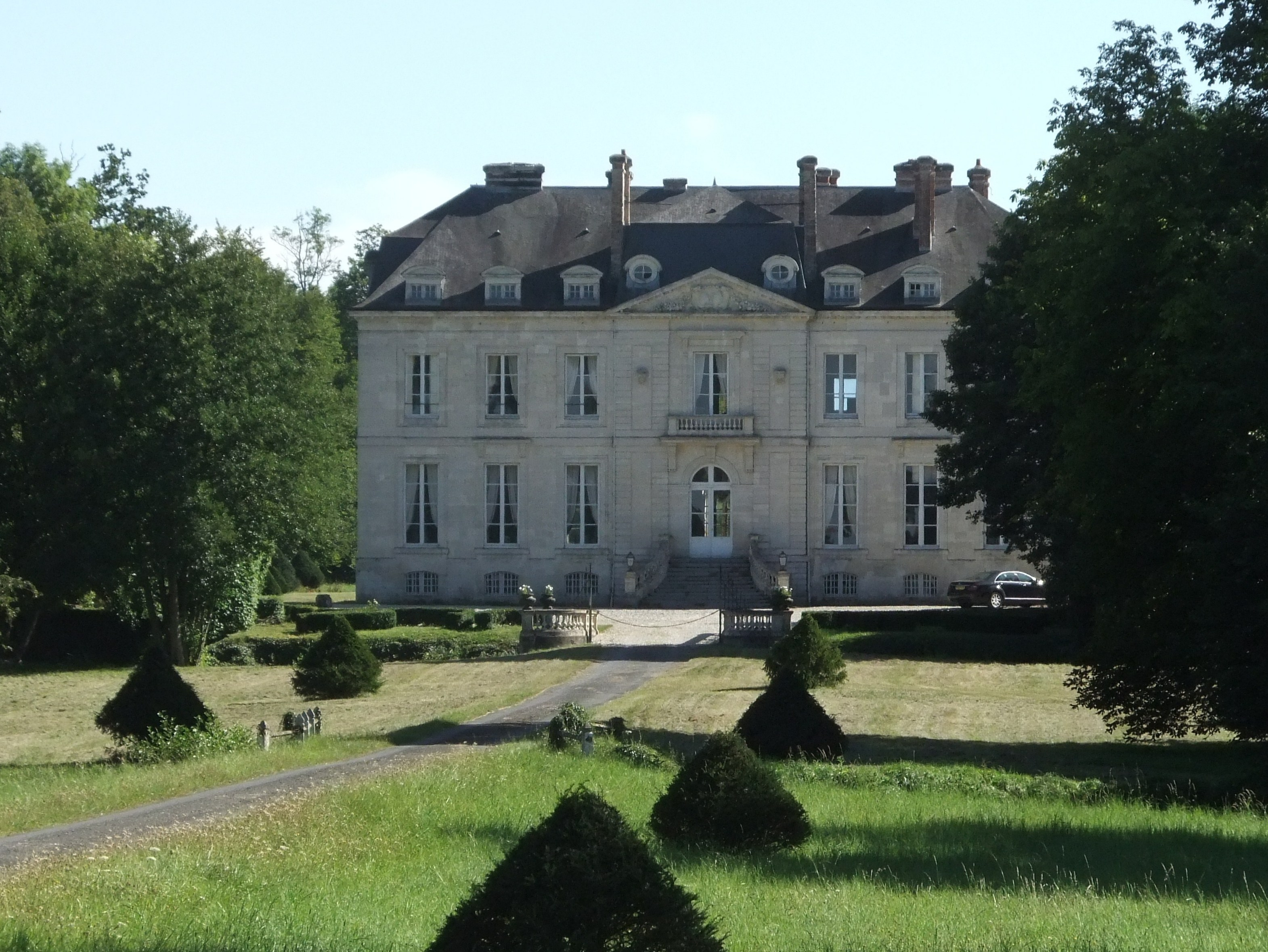
Schloss La Tour